# グランド・ジャット島の日曜日の午後

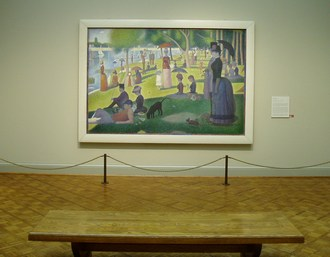
シカゴ美術館での展示風景。

『グランド・ジャット島の日曜日の午後』 (グランド・ジャットとうのにちようびのごご、仏: Un dimanche après-midi à l'Île de la Grande Jatte) は19世紀末フランスの新印象派の画家ジョルジュ・スーラの代表作である。点描法を用いて、パリ近郊のセーヌ川の中州で夏の一日を過ごす人々を描いた。新印象派、ポスト印象派の時代のフランス絵画を代表する作品でもある。

## 解説
この絵画の舞台であるグランド・ジャット島は、パリ西部のセーヌ川に浮かぶ中州で、ヌイイ＝シュル＝セーヌとラ・デファンスの間に位置し、ルヴァロワ橋（pont de Levallois）とマレシャル＝ジュアン橋（pont Maréchal-Juin、旧名クールブヴォア橋 pont de Courbevoie）が横断している。工業地帯となった時代を経て、現在では公園や閑静な住宅が広がる場所である。しかし、19世紀後半はパリ市街から遠く離れた田園の島である。クロード・モネ、フィンセント・ファン・ゴッホ、アルフレッド・シスレー、シャルル・アングランといった印象派・新印象派・ポスト印象派の画家らの絵にも描かれている。
スーラはこの絵の制作に2年をかけ、習作を多数描いたり、何度も描き直したりして公園の風景に慎重に焦点をあてていった。彼は公園に通っては風景や人物を観察し、それらが完璧な形になるようにデッサンや油彩によるスケッチを数多く残した。彼は特に色、光、形に意識を集中させ、縦2メートル、横3メートルの画面を構成していった。人々や風景は緊密に配置され画面全体に躍動感よりも静謐さが支配しているが、原色など明るい色の絵具を用いているため日陰にまで光が行き渡っている。
当時出版された光学理論や色彩理論の研究に基づき、原色とその補色の油絵具の細かい点を、色の比率を考えながら観る者の目の中で単一の色相をなすように並べていった。この点描こそが、普通に絵具を筆で塗るよりも色彩をより鮮やかにより強く見せることができるだろうと信じた。この絵を見た時の印象をより鮮烈にするため、画面の四方に赤や青などで点描した紫色に近い色の枠を描き、さらに絵を木製の純白の額縁に入れた。この絵は現在もこの額縁に入れられて展示されている。
また描くにあたり、当時登場したばかりの顔料であるジンククロメート（クロム酸亜鉛、亜鉛黄、ジンクイエロー）を使用した。絵の中の芝生の明るい部分は、ジンクイエローを使った黄色、およびオレンジ色と青色の点からなる。ただしスーラの存命中にはすでに褪色が始まり、描かれてから1世紀以上の年月が経った現在ではジンクイエローは茶色がかってきている。
この作品は当初1885年のアンデパンダン展に出展される予定であったが中止となったため、翌1886年5月の第8回印象派展に出展された。この間、彼は相当の加筆を行い、さらに印象派展の後に四方の「枠」を描き加えている。この大作は1924年にアメリカ合衆国のシカゴ美術館が手に入れ常設展示されているが、門外不出とされており、「シカゴの壁に掛けられて以来、一度も外されたことがない」と言われる。

## 関連する作品と本作の習作

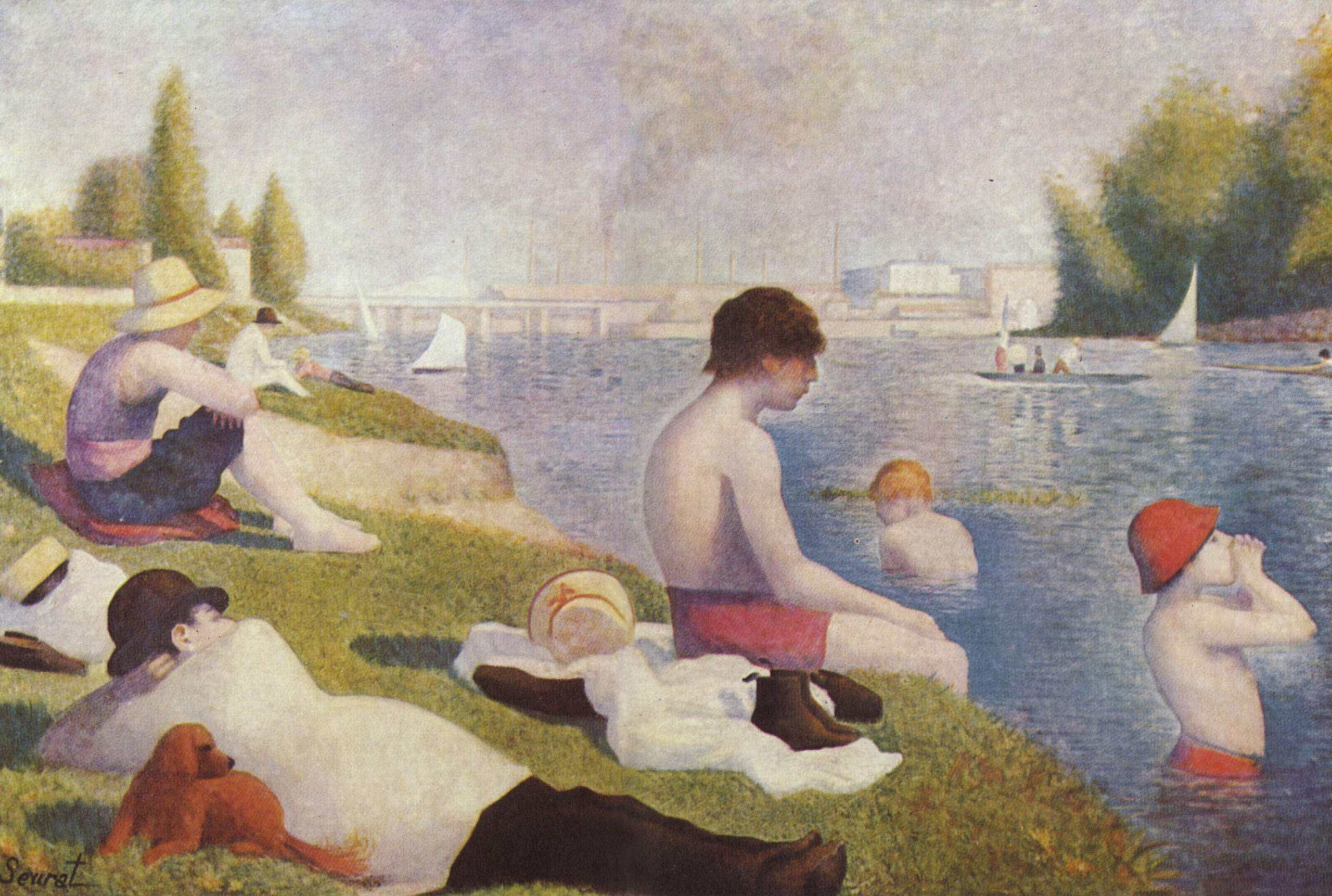
『アニエールの水浴』 (Une Baignade, Asnières) 1883年-1884年, ロンドン・ナショナルギャラリー
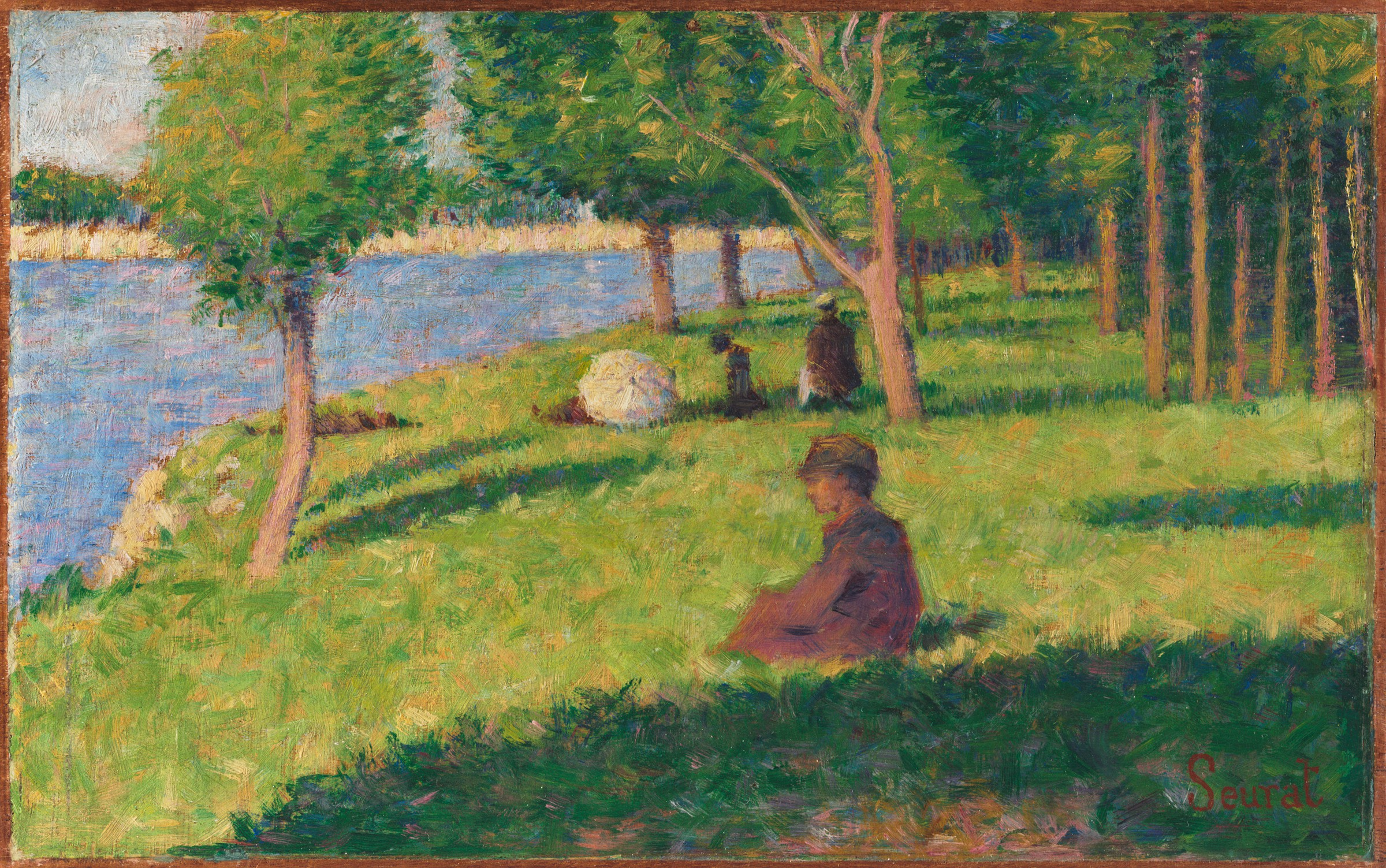
Figures assises, 1884年, フォッグ美術館
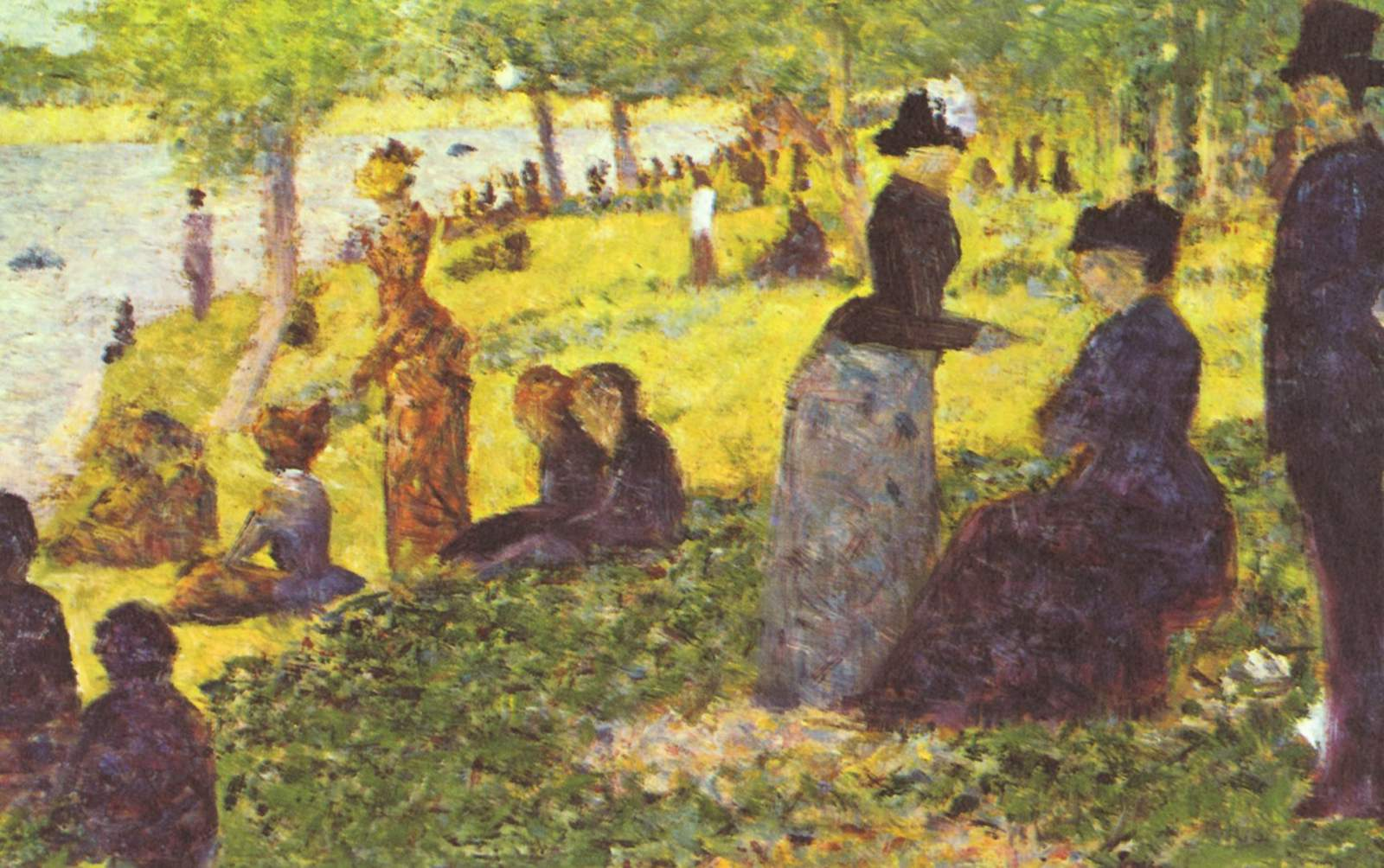
Die Insel La Grande Jatte mit Ausflüglern, 1884年, シカゴ美術館
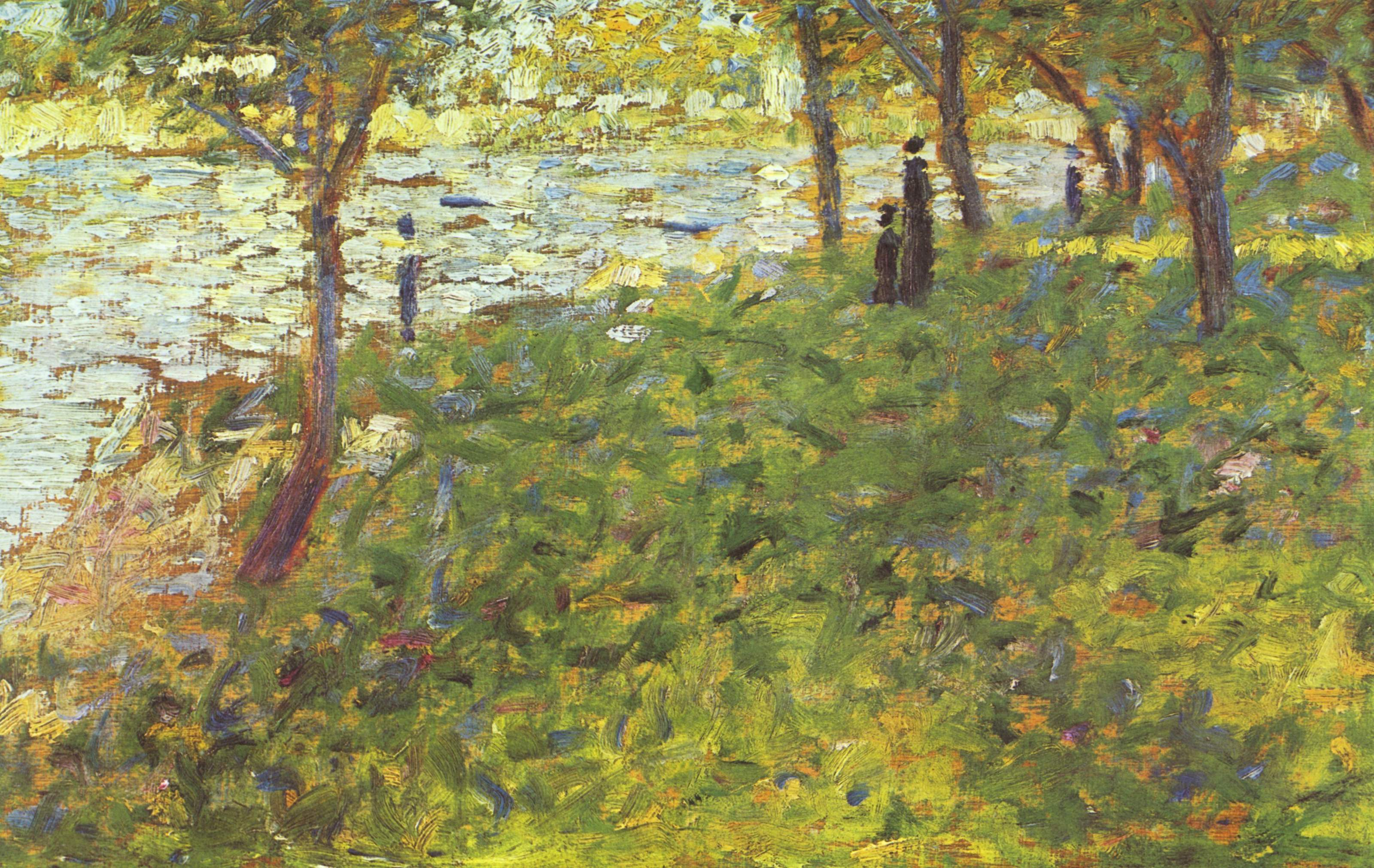
Paysage et personnages, 1884年-1885年, 個人蔵（パリ）
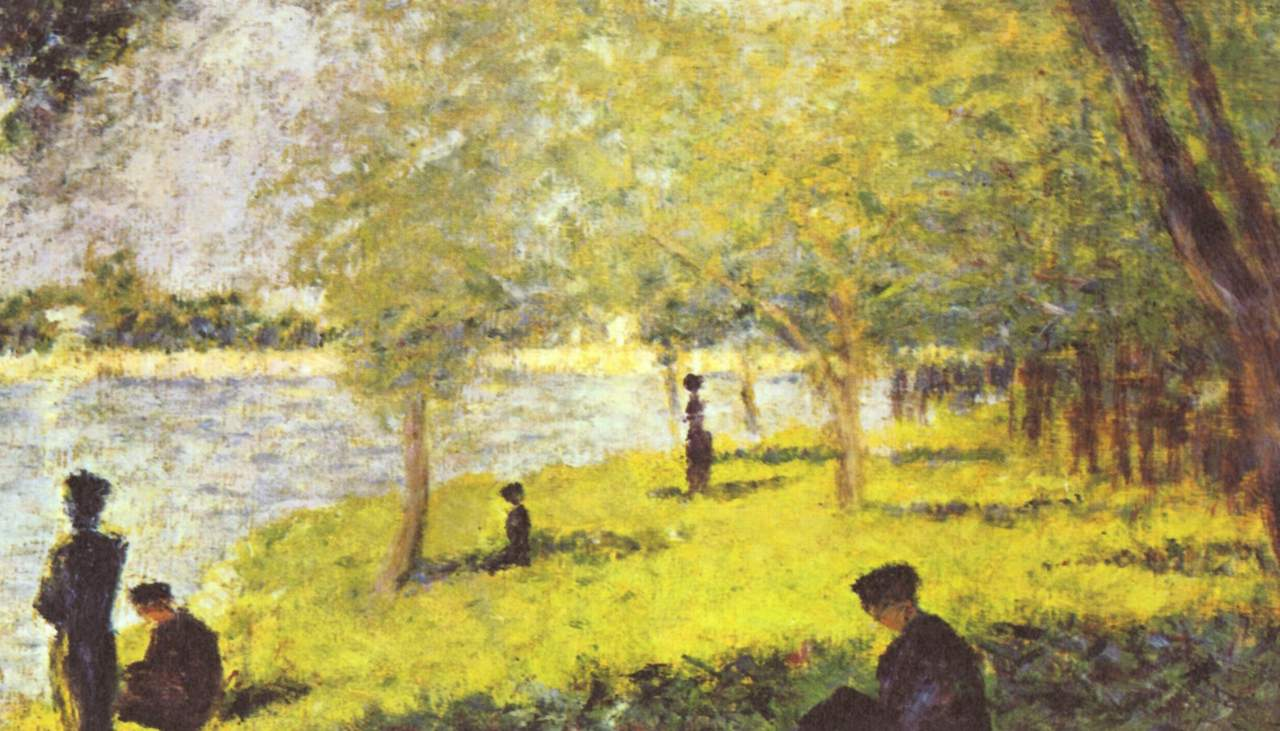
Groupe de personnages, 1884年-1885年, メトロポリタン美術館
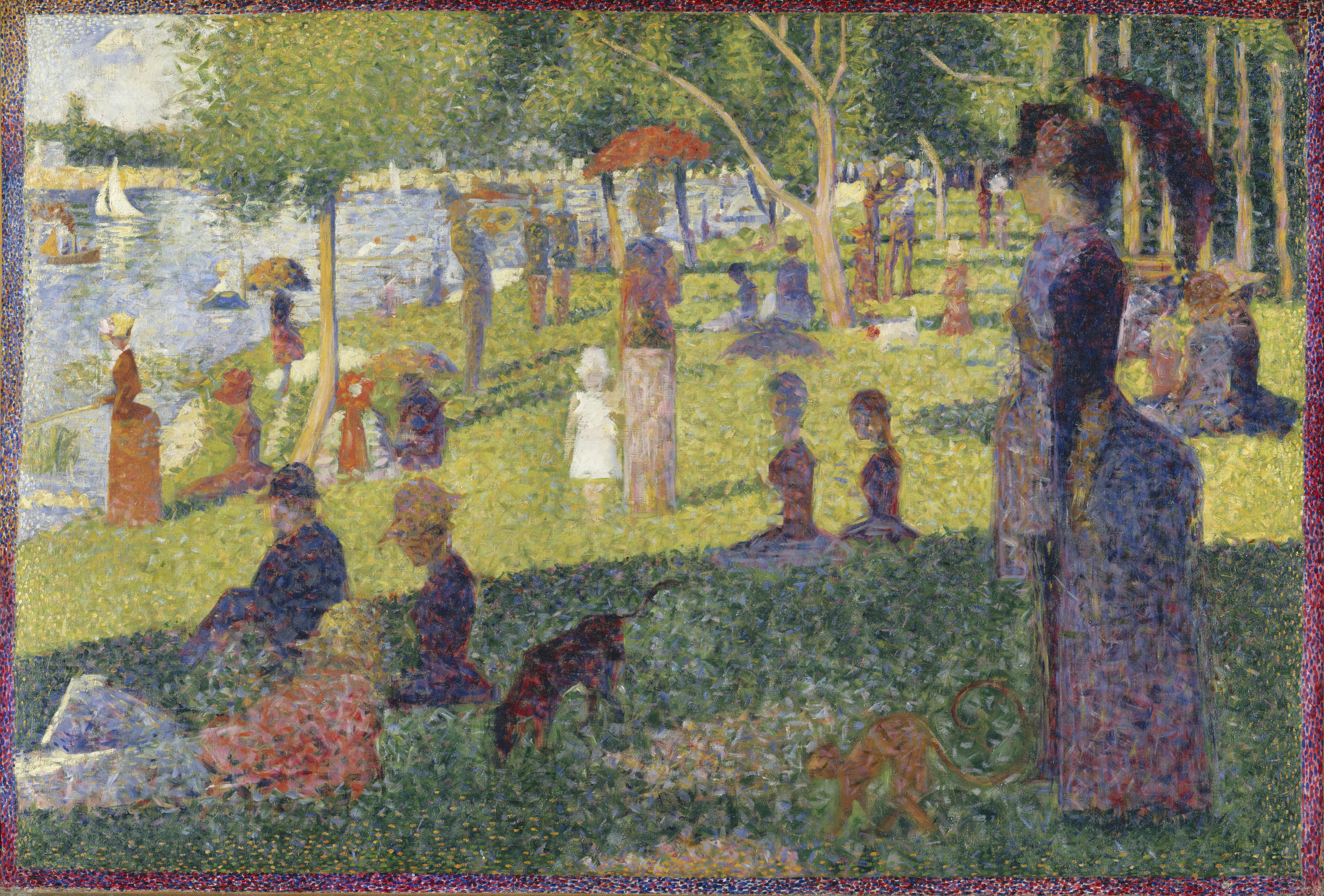
Esquisse d'ensemble, 1884年-1885年, メトロポリタン美術館
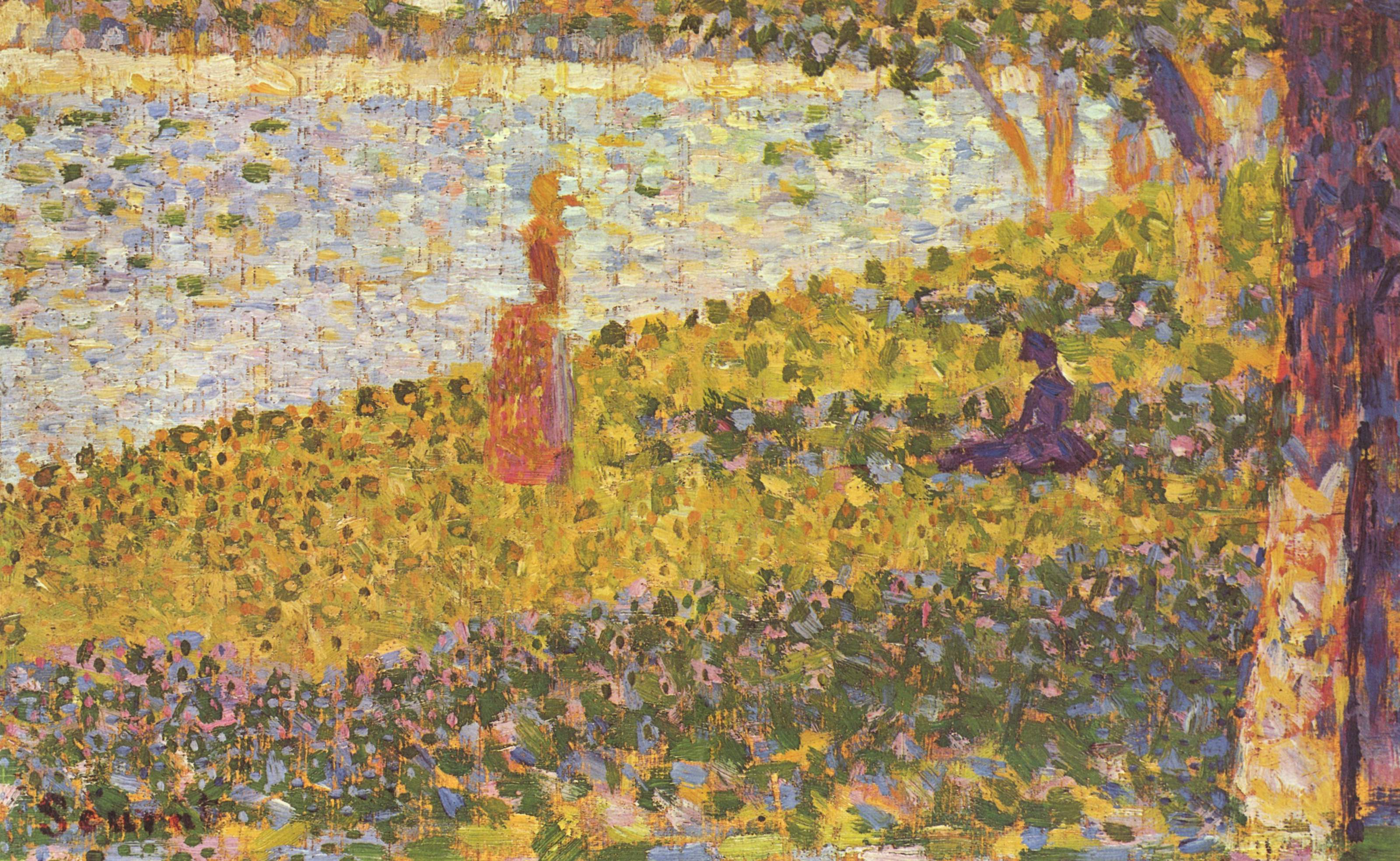
Femmes au bord de l'eau, 1885年-1886年, 個人蔵（ニューヨーク）
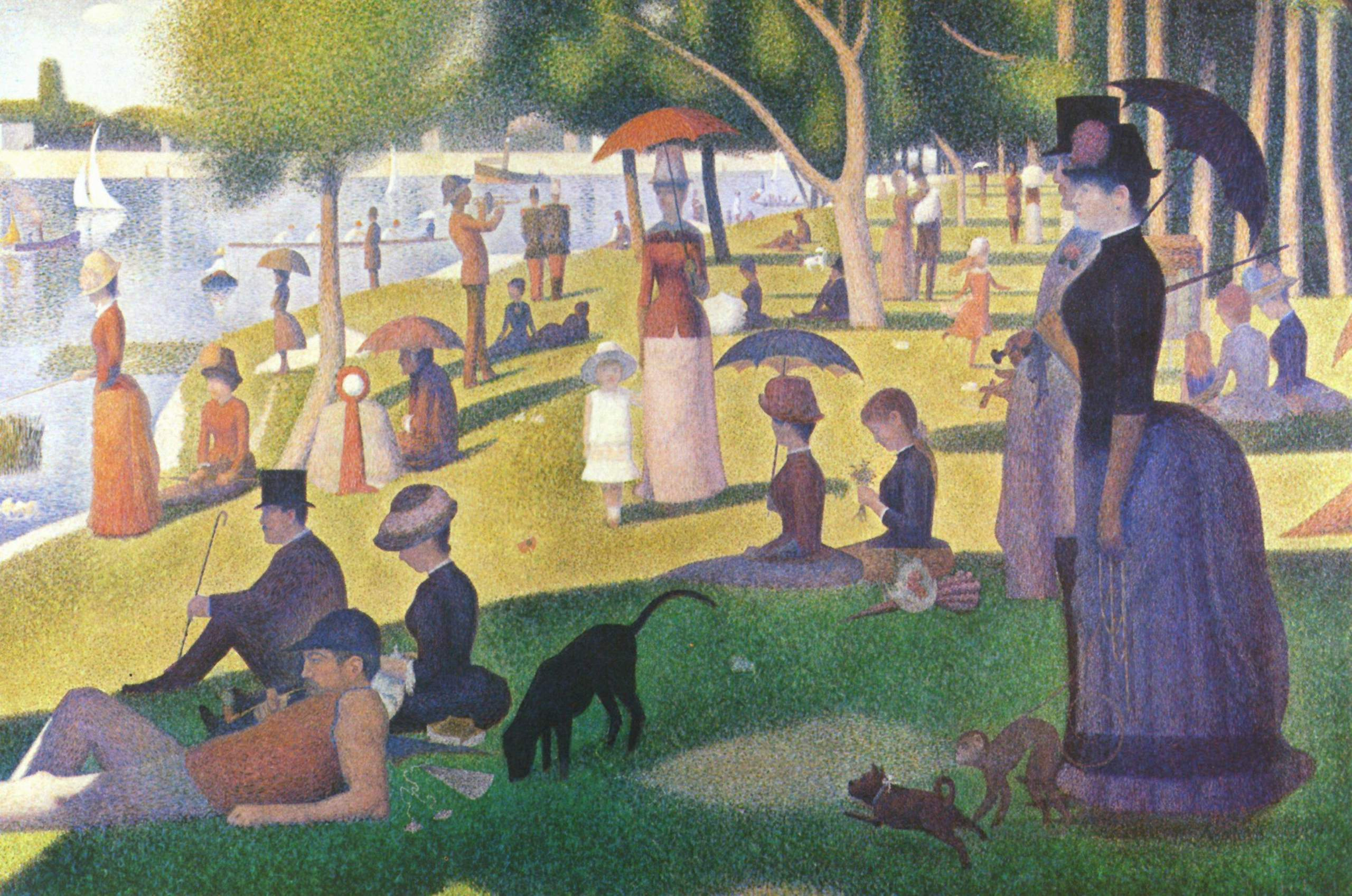
『グランド・ジャット島の日曜日の午後』 (Sunday Afternoon on La Grande Jatte) 1884年-1886年, シカゴ美術館